# Вьюницкий, Пётр Яковлевич
Пётр Яковлевич Вьюницкий (укр. Петро Якович В’юницький; 31 декабря 1922 год, село Григоровщина) — бригадир колхоза имени Калинина Сребнянского района Черниговской области. Герой Социалистического Труда (1966). Депутат Верховного Совета УССР 7 — 9 созывов.

## Биография
Родился 31 декабря 1922 года в крестьянской семье в селе Григоривщина (сегодня — Варвинский район Черниговской области). С 1938 года работал учётчиком колхоза «Красный часовой» Варвинского района Черниговской области. В 1941 году был призван в РККА. Участвовал в Великой Отечественной войне с октября 1941 года командиром минометного расчёта 949-го стрелкового полка 4-го гвардейского стрелкового корпуса Ленинградского фронта. После тяжелого ранения в сентябре 1942 года и ампутации всех пальцев левой руки был демобилизован.
С 1942 по 1944 год — инструктор Бескарагайского райисполкома Павлодарской области, инспектор Бескарагайского районного отдела социального обеспечения Павлодарской области Казахской ССР.
С 1944 по 1972 год — заведующий животноводческой фермы, бригадир, агроном колхоза имени Калинина села Калиновица Варвинского района Черниговской области. В 1958 году вступил в КПСС.
В 1966 году удостоен звания Героя Социалистического Труда.
С 1972 года — председатель колхоза имени Калинина села Калиновица Варвинского района Черниговской области.
После выхода на пенсию проживает в селе Григоровщина Варвинского района Черниговской области.

## Награды
- Герой Социалистического Труда — указом Президиума Верховного Совета СССР от 23 июня 1966 года
- Орден Ленина
- Орден Красной Звезды (1946)
- Орден Отечественной войны 1 степени